# Decanato di Magenta
Il Decanato di Magenta (o meno frequentemente Decanato di Magenta-Corbetta) è uno dei 63 decanati in cui è suddivisa l'arcidiocesi di Milano. Il decanato fa parte del vicariato di Rho e comprende 19 parrocchie di cui 5 di Magenta riunite nella comunità pastorale Santa Gianna e San Paolo VI. Le restanti 15 parrocchie sono presenti nei territori dei comuni di Corbetta, Vittuone, Bareggio, Robecco sul Naviglio, Ossona, Boffalora sopra Ticino, Sedriano, Santo Stefano Ticino, Marcallo con Casone e Mesero.
Il decanato, che comprende una popolazione di oltre 100.000 fedeli e confina a nord con il decanato di Castano Primo, a sud con quello di Abbiategrasso, a est con quello di Rho e ad ovest con la diocesi di Novara, oltre il Ticino.
Dal 2023 il decano è don Luca Fumagalli, parroco di San Remigio in Sedriano.

## Storia
- Gesuino Corti (1972-1979), parroco di Mesero
- Giuseppe Locatelli (1979-1989), prevosto-parroco di Magenta
- Fausto Giacobbe (1989-2005), prevosto-parroco di Magenta
- Mario Magnagni (2005-2015), prevosto-parroco di Magenta
- Emanuele Salvioni (2015-2023), parroco di Robecco sul Naviglio
- Luca Fumagalli, dal 2023, parroco di Sedriano

### La pieve di Corbetta
L'antica conformazione territoriale a cui il decanato di Magenta è andato a sovrapporsi è appunto quella della pieve di Corbetta, intitolata a San Vittore, attestata già dal III secolo d.C., ottenendo il titolo prepositurale già dall'XI secolo. La pieve corbettese perse di rilevanza nella seconda metà del Cinquecento quando Carlo Borromeo ne smembrò una parte per la costituzione dell'allora pieve di Abbiategrasso.

### Il decanato
Il 21 maggio 1972, in base al 46º sinodo diocesano che istituì i decanati nella diocesi, la pieve di Corbetta venne abolita ed al suo posto venne costituito il decanato di Magenta, che venne a sua volta incluso nel quarto vicariato diocesano, quello di Rho. La decadenza della sede plebana di Corbetta in favore di Magenta, è stata dovuta al maggior ruolo nel tessuto sociale assunto da Magenta nella seconda metà del XX secolo nell'area appunto detta del magentino. A Corbetta rimane tutt'oggi il titolo onorifico di chiesa prepositurale in ricordo dell'antica sede plebana ivi presente.
Nel 2013 le parrocchie di Boffalora sopra Ticino, Mesero e Marcallo con Casone si sono riunite in un'unica unità pastorale con a capo la parrocchia di Marcallo con Casone.

## Parrocchie
Il decanato di Magenta comprende 19 parrocchie:
| Denominazione                                              | Chiesa Parrocchiale                                    | Comune                                      | Abitanti | Sede amministrativa      | Sito istituzionale                        |
| ---------------------------------------------------------- | ------------------------------------------------------ | ------------------------------------------- | -------- | ------------------------ | ----------------------------------------- |
| Parrocchia prepositurale di San Martino vescovo            | Chiesa di San Martino vescovo                          | Magenta                                     | 22.877   | Via Roma, 39             | comunitapastoralemagenta.it               |
| Parrocchia della Sacra Famiglia                            | Chiesa della Sacra Famiglia                            | Magenta                                     |          | Via Cadorna, 5           | comunitapastoralemagenta.it               |
| Parrocchia dei santi Giovanni Battista e Girolamo Emiliani | Chiesa dei santi Giovanni Battista e Girolamo Emiliani | Magenta                                     |          | Via Casati, 64           | comunitapastoralemagenta.it               |
| Parrocchia di San Giuseppe lavoratore                      | Chiesa di San Giuseppe lavoratore                      | Ponte Nuovo (frazione di Magenta)           | 1.500    | Via Bottego, 9           | comunitapastoralemagenta.it               |
| Parrocchia dei Santi Carlo e Luigi                         | Chiesa dei santi Carlo e Luigi                         | Ponte Vecchio (frazione di Magenta)         | 3.000    | Piazza Introini, 1       | comunitapastoralemagenta.it               |
| Parrocchia prepositurale di San Vittore martire            | Chiesa di San Vittore martire                          | Corbetta                                    | 17.460   | Via San Vittore, 1       | www.parrocchiacorbetta.it                 |
| Parrocchia di San Vincenzo martire                         | Chiesa di San Vincenzo martire                         | Cerello e Battuello (frazioni di Corbetta)  | 695      | Piazza Cermenati, 4/5    | www.psvcb.it/                             |
| Parrocchia dell'Annunciazione di Maria Vergine             | Chiesa dell'Annunciazione di Maria Vergine             | Vittuone                                    | 9.082    | Via SS.Nazaro e Celso, 2 |                                           |
| Parrocchia dei Santi Nazaro e Celso                        | Chiesa dei Santi Nazaro e Celso                        | Bareggio                                    | 17.438   | Piazza Cavour, 37        | parrocchiabareggio.it                     |
| Parrocchia della Madonna Pellegrina                        | Chiesa della Madonna Pellegrina                        | Bareggio                                    |          | Via Vittorio Veneto, 1   | parrocchiabareggio.it                     |
| Parrocchia di San Giovanni Battista                        | Chiesa di San Giovanni Battista                        | Robecco sul Naviglio                        | 6.929    | Piazza XXI Luglio, 1     |                                           |
| Parrocchia di Sant'Andrea                                  | Chiesa di Sant'Andrea                                  | Casterno (frazione di Robecco sul Naviglio) |          | Via Chiesa, 1            |                                           |
| Parrocchia di Santa Maria della Neve                       | Chiesa di Santa Maria della Neve                       | Boffalora sopra Ticino                      | 4.195    | Piazza Matteotti, 3      | https://www.upboffaloracasonemarcallo.it/ |
| Parrocchia di San Cristoforo                               | Chiesa di San Cristoforo                               | Ossona                                      | 4.150    | Piazza San Cristoforo, 1 | parrocchiaossona.it                       |
| Parrocchia di San Remigio                                  | Chiesa di San Remigio                                  | Sedriano                                    | 11.270   | Piazza Chiesa, 4         | https://chiesadisedriano.it/              |
| Parrocchia dei Santi Nazaro e Celso                        | Chiesa dei Santi Nazaro e Celso                        | Marcallo con Casone                         | 6.032    | Piazza Italia, 72        | https://www.upboffaloracasonemarcallo.it/ |
| Parrocchia dei Santi Carlo e Giuseppe                      | Chiesa dei Santi Carlo e Giuseppe                      | Casone (frazione di Marcallo con Casone)    |          | Via Gornati, 1           | https://www.upboffaloracasonemarcallo.it/ |
| Parrocchia della Presentazione del Signore                 | Chiesa della Presentazione del Signore                 | Mesero                                      | 3.909    | Piazza Europa, 1         | https://www.parrocchiadimesero.it/        |
| Parrocchia di Santo Stefano                                | Chiesa di Santo Stefano                                | Santo Stefano Ticino                        | 4.801    | Via Trieste, 28          | http://www.parrocchiasantostefano.net/    |